# Берёзово (Челябинская область)
Берёзово — посёлок в Красноармейском районе Челябинской области России. Входит в состав Берёзовского сельского поселения.

## География
Посёлок находится на северо-востоке Челябинской области, в лесостепной зоне, к востоку от Федеральной автодороги Р-255 «Сибирь» , на расстоянии 16 километров (по прямой) к юго-западу от села Миасского, административного центра района. Абсолютная высота 198 метров над уровнем моря.

## Население
| 2002 | 2010 |
| ---- | ---- |
| 330  | ↘282 |

Гендерный состав
По данным Всероссийской переписи населения 2010 года в гендерной структуре населения мужчины составляли 47,5 %, женщины — 52,5 %.
Национальный состав
Согласно результатам переписи 2002 года, в национальной структуре населения русские составляли 88 %.

## Улицы
Уличная сеть посёлка состоит из одиннадцати улиц и двух переулков.